# Diplacus clevelandii
Espèce
Synonymes
- Mimulus clevelandii Brandegee, 1895[1]

Diplacus clevelandii est une espèce de plantes à fleurs de la famille des Phrymaceae et du genre Diplacus. Il s'agit d'un sous-arbrisseau à fleurs jaunes endémique de Haute et Basse Californie.

## Taxonomie
L'espèce est décrite en premier par Townshend Stith Brandegee en 1895, qui la classe dans le genre Mimulus sous le basionyme Mimulus clevelandii. Un an plus tard, Edward Lee Greene la déplace dans le genre Diplacus sous le nom binominal Diplacus clevelandii, qui est considéré comme correct.

## Description

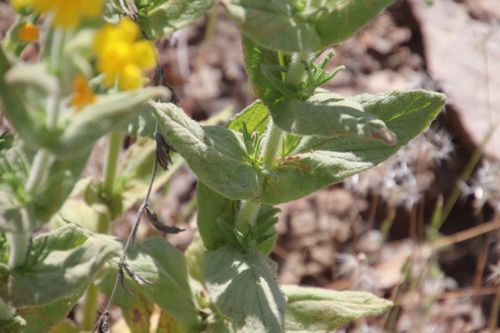
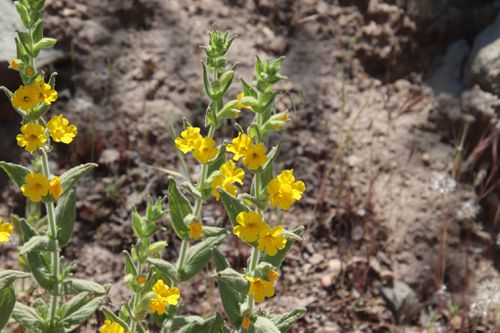
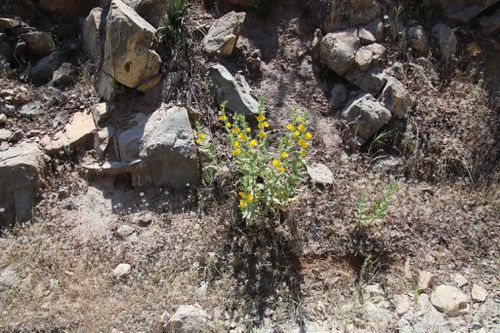

Diplacus clevelandii est un sous-arbrisseau à fleurs jaunes.